# BRIT Awards 1999
La XiX edizione dei BRIT Awards si tenne nel 1999 presso la London Arena. Lo show venne condotto da Johnny Vaughan.

## Vincitori
- Miglior colonna sonora: "Titanic"
- Miglior album britannico: Manic Street Preachers – "This Is My Truth Tell Me Yours"
- Rivelazione britannica: Belle and Sebastian
- British dance act: Fatboy Slim
- Cantante femminile britannica: Des'ree
- Gruppo britannico: Manic Street Preachers
- Cantante maschile britannico: Robbie Williams
- Singolo britannico: Robbie Williams – "Angels"
- British video: Robbie Williams – "Millennium"
- Rivelazione internazionale: Natalie Imbruglia
- International female: Natalie Imbruglia
- Gruppo internazionale: The Corrs
- International male: Beck
- Outstanding contribution: Eurythmics